# Chang et Eng
Chang et Eng, le double garçon est un roman écrit par Darin Strauss et paru en 2000 aux éditions Plume (langue anglaise) -  (ISBN 978-0452281097).
Le livre raconte l'histoire des deux frères siamois Chang et Eng Bunker, originaires du Siam (Thaïlande) et naturalisés américains après leur émigration en 1839. Attachés par la poitrine, ils sont à l'origine du terme "frères siamois".